# Over-the-Air-Update

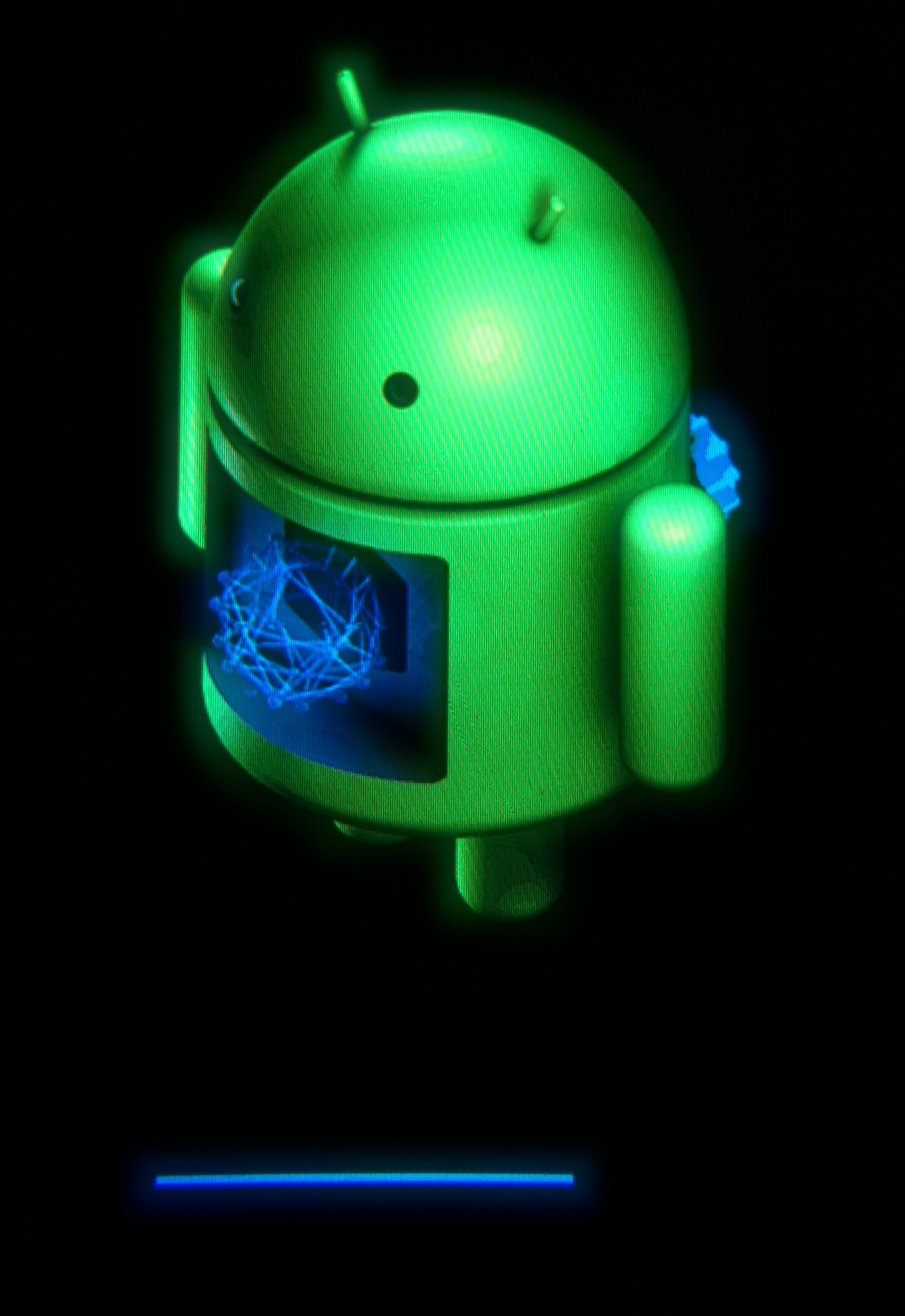
Ein älteres Android-Smartphone während einer OTA-Firmware-Aktualisierung

Ein Over-the-Air-Update (OTA-Update) ist eine Softwareaktualisierung, die über eine Funkschnittstelle (typischerweise WLAN oder Mobilfunknetz) durchgeführt wird. Over-the-Air-Updates werden hauptsächlich bei Smartphones und ähnlichen mobilen Geräten eingesetzt und nutzen die vorhandene Internetverbindung der Geräte. Dabei wird mitunter eine Delta-Kodierung verwendet, um die zu übertragende Datenmenge drastisch zu reduzieren. Bei der Verwendung von eSIM in Mobilfunkgeräten und im Internet der Dinge (IoT) werden die Zugangsdaten und Teilnehmerinformationen gerätespezifisch für den ausgewählten Mobilfunkanbieter autorisiert.

## Firmware Over-the-Air
Firmware Over-the-Air (FOTA) bezeichnet das frische Aufspielen der Systemsoftware (Firmware) auf einem Endgerät. Endgeräte, die diese Funktionalität unterstützen, werden „FOTA-kompatibel“ genannt. Verschiedene Standards wurden bereits für FOTA vereinbart, darunter auch OMA-DM von der Open Mobile Alliance (OMA).
Um FOTA nutzen zu können, muss es vom Endgerät und der bereits aufgespielten Firmware unterstützt werden. Hierbei müssen der Empfang der neuen Firmware und die anschließende Installation ablaufen können. Eine Unterstützung seitens des mobilen Netzwerkbetreibers ist nicht notwendig.
Nach dem Aufruf einer zum Beispiel „Updatedienst“ genannten Funktion wird die neue Firmware über die Funkschnittstelle übertragen und anschließend installiert. Dabei kann es notwendig sein, das Endgerät neu zu starten oder die SIM-Karte neu anzumelden.

## Produkte
Es gibt eine Reihe Produkte, die zum Beispiel Remote-Management von Endgeräten über das OMA-DM-Protokoll ermöglichen, beispielsweise um FOTA zu realisieren. Weiterhin gibt es auch erste Produkte, wie zum Beispiel die von ProSyst, die die Funktion eines OMA-DM-Servers mit den Möglichkeiten von OSGi und TR-069 kombinieren. OSGi kann hierbei beispielsweise als serviceorientierte Architektur (SOA) dienen, die das Framework auf dem Endgerät bildet, auf dem ein OMA DM-Client selbst sowie andere – ggf. kostenpflichtige – (Mehrwert-)Dienste dynamisch installiert und administriert werden können. Dies ist besonders dann interessant, wenn inkrementelle Aktualisierungen der Gerätesoftware möglich sein sollen, oder wenn die Fernwartungsmöglichkeiten von OMA DM nicht ausreichen.
Beispielsweise können Mobiltelefone mit FOTA-Funktionalität ausgestattet sein. So verfügt das Nokia N73 ab der Firmware-Version 4 über FOTA. Moderne Mobilgeräte-Betriebssysteme wie Android und iOS haben eine OTA-Funktionalität standardmäßig eingebaut.
Auch manche Pkws unterstützen Over-the-Air-Updates. Tesla hat 2017 und 2018 über 120 Updates verteilt und auch einige Modelle von BMW und Jaguar können ohne Werkstattbesuch eine neue Firmware bekommen (Stand 2020).
Seit dem 1. Februar 2021 existiert mit FotaHub ein Onlinedienst, der Herstellern von IoT-Geräten die Over-the-Air-Aktualisierung von Firmware ermöglicht.

## Kritik
Over-the-Air-Updates ermöglichen zumindest theoretisch, Software mit unerwünschten Features (beispielsweise das Abhören des Telefonbesitzers) zu installieren. Software-Pakete werden in der Regel vom Hersteller digital signiert, um vom Gerät akzeptiert zu werden. Schädliche Software kann daher nur von jemandem erstellt werden, der über den passenden geheimen Schlüssel verfügt.